# プラムケーキ

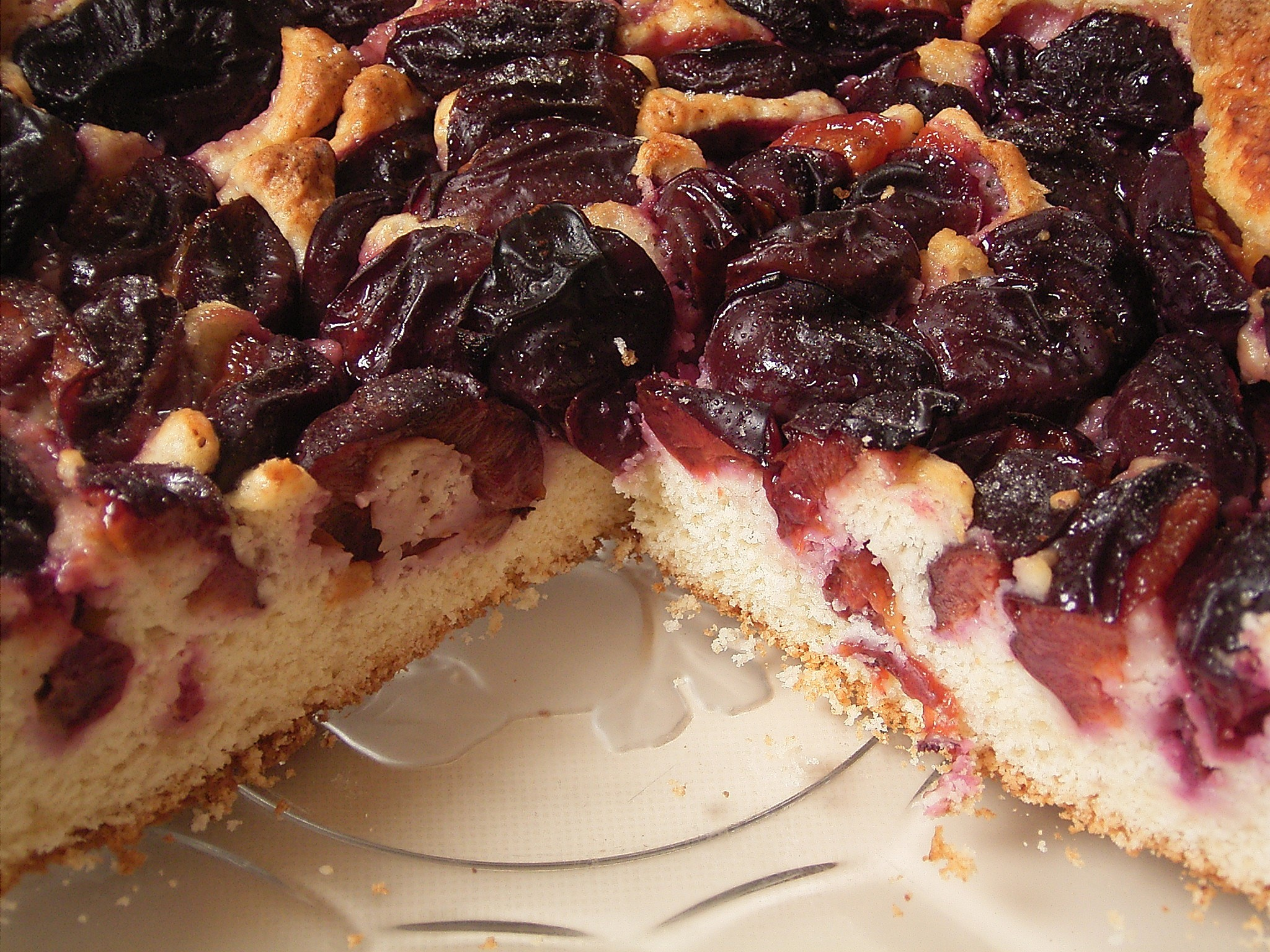
プラムケーキの一例。

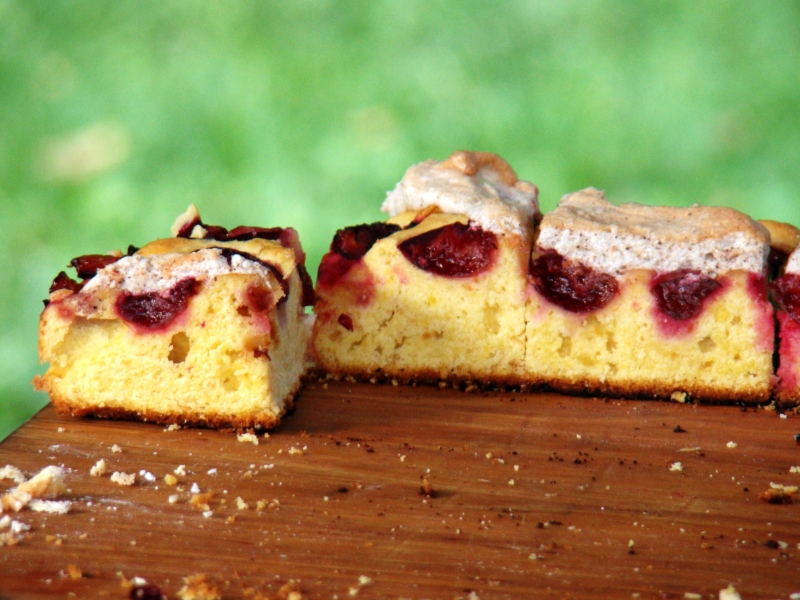
サノク風プラムケーキを横から眺める。

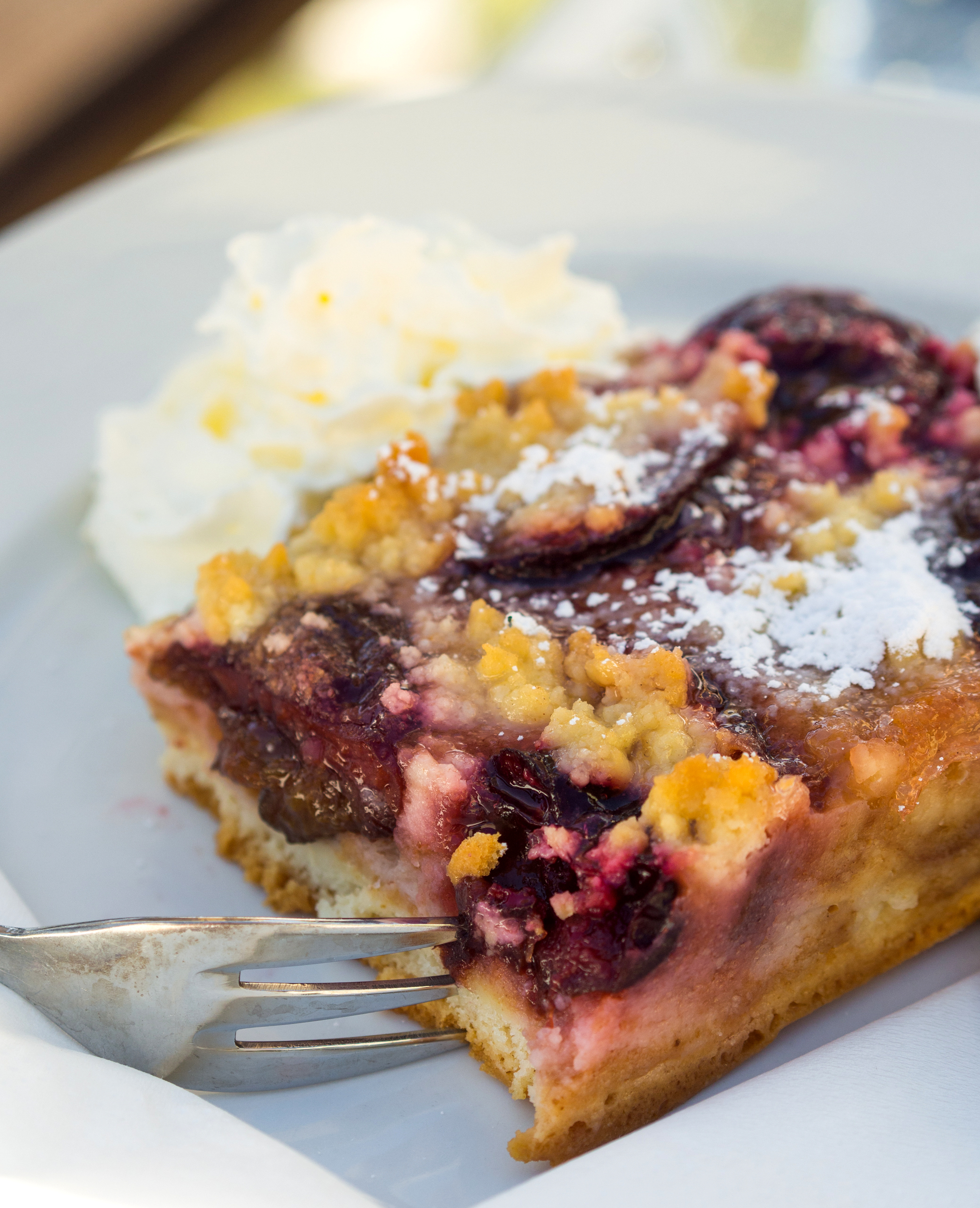
チロル地方風のツヴェッチケンクーヘン（Zwetschkenkuchen）、オーストリア・チロル州にて撮影。

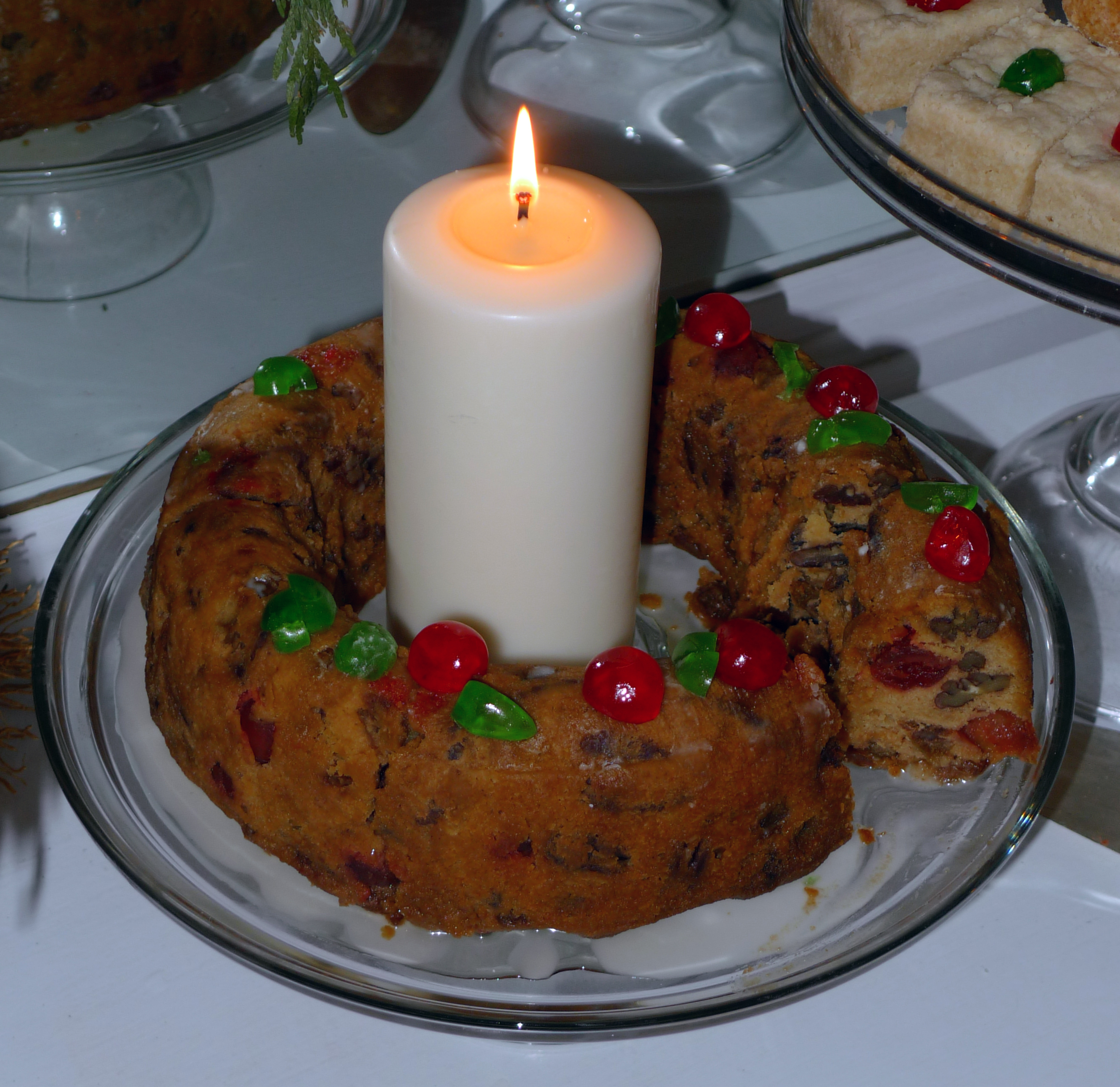
伝統的なフルーツケーキの一例。

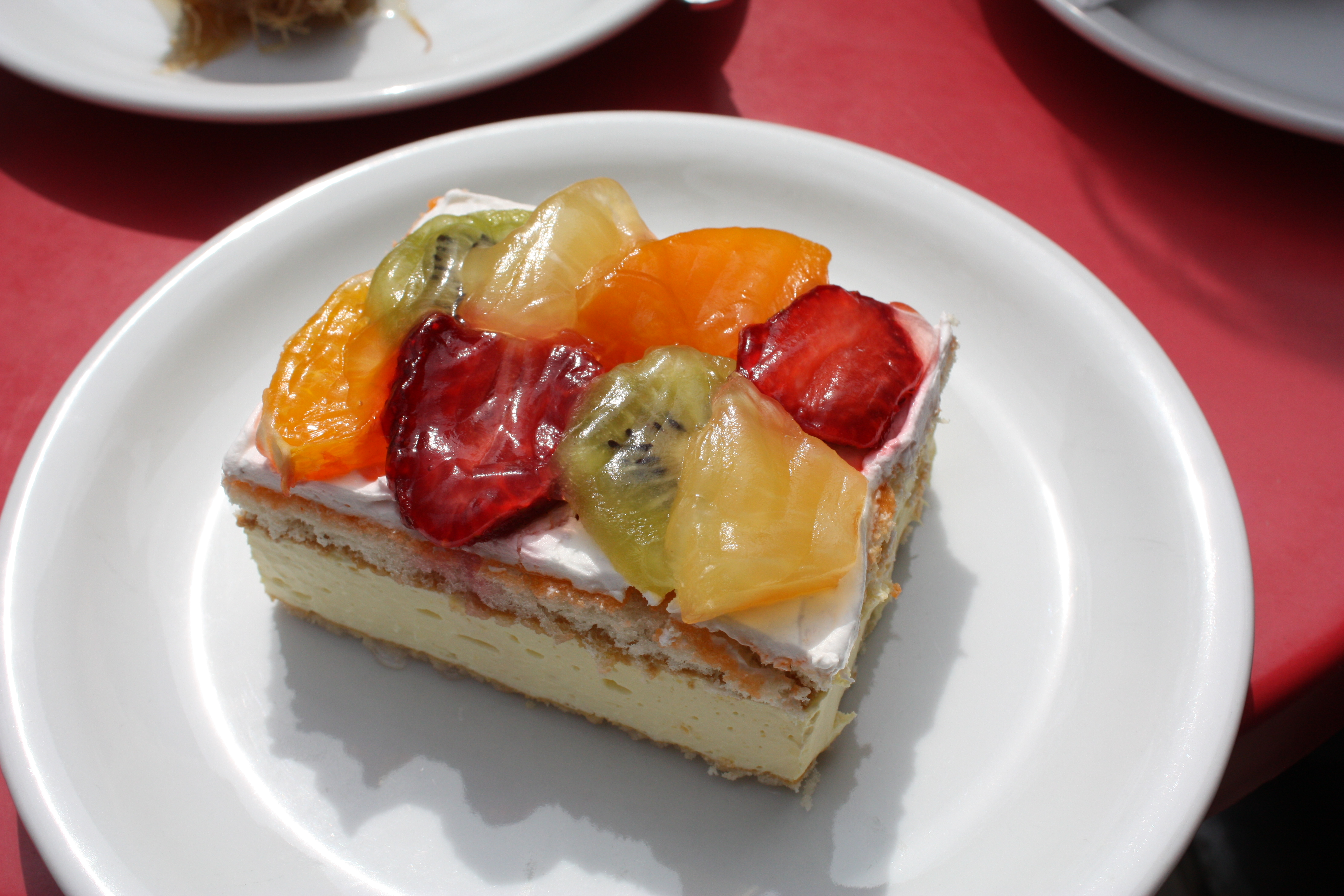
現代のフルーツケーキ。

プラムケーキ（Plum cake）は、1700年あたりにイングランド王国で発祥したフルーツケーキの一種。インドではクリスマス休みの時期に作られる。アメリカ合衆国では18世紀の終わり頃にイギリス人の植民者から広まって食されるようになり、後にエレクションケーキと呼ばれた。
主な材料としてプラム（プルーン、レーズン、ブドウなど）を用い、調理後にケーキ内でプラムがジャム状になる調理法もあれば、あらかじめプラムジャムを使う調理法も存在する。ユダヤ系ヨーロッパ人を中心にヨーロッパ諸地域でも食されており、フロメンクーヒェン（英語でのスペル : pflaumenkuchen、標準ドイツ語読みはフラウメンクーヒェン）やスウェチケンクーヒェン（同 zwetschgenkuchen、ツヴェチゲンクーヒェン）と呼ばれる。プルーンケーキもプラムケーキの一種である。

## 歴史
プラムケーキは1700年あたりにイングランド王国で完成したフルーツケーキの初期の型であり、1660年あたりからイングランドで「プラム」と呼ばれたレーズンやザキントススグリ（ブドウの一種）が使用されていた。この頃のプラムケーキは現代のように生地を酵母を用いて膨らませるというよりは、泡立てて生地を膨らませていた。イギリスでは現在でも「プラムケーキ」と言えばアメリカ合衆国で言う「フルーツケーキ」の意味があり、「プラム」という単語は元々イギリスではプルーン、レーズン、ブドウなどを指していた。「プラム」という単語の語源である「plūme」（古英語）という単語は、「pruna」（中世ラテン語）と「pruna」（ラテン語）に由来している。クリスマスプディングは材料などがプラムケーキに類似しており、生地を練って蒸するよりは、焼いて作ることが多い。

## 地域ごとの特徴

### ヨーロッパ
1881年発表の『Sweet Dishes』の中で登場人物のヘンリー・ハーバート大佐は「この美味しいプラムケーキは...イングランドの名物だ」と話している。
イングランド型のプラムケーキはヨーロッパ本土にも存在するが、イングランドのそれよりは具の果物が少なく、パサパサとしている。

### インド
インドでは主にクリスマス休みに食され、ラム酒やブランデーを使用することがある。

### アメリカ合衆国
アメリカ合衆国では18世紀の終わり頃にイギリス人の植民者から広まり、イギリス型のプラムケーキが食された。当時の大きさは様々で、クリスマスの最終日や祝賀会で用意される小さいサイズもあれば、結婚式を祝うために用意される大きいサイズもあった。南北戦争の時代、このフルーツケーキの原型は「祝賀用のケーキの定番」として出されていた。
13植民地時代（「13植民地」はアメリカ合衆国の前身）、プラムケーキは「エレクションキーキ」と呼ばれ、のちにレシピに糖蜜・干しぶどう・香辛料・ブランデーなどの材料が付け足されていった（エレクションケーキは基本的にイースト菌を使用した練り粉から作られる）。かつてニューイングランドでは選挙結果を待つ人々に12ポンド（5.4キログラム）にもなる巨大なエレクションケーキが用意されていた。レシピの初出は1796年出版の『American Cookery』（著者 : アメリア・シモンズ）。
現代のフルーツケーキのようなプラムケーキが最初に登場するのはアメリカ合衆国南部で出版された料理本だったが、プラムケーキとは呼ばれなかった。1830年頃になると「プラムケーキ」は「フルーツケーキあるいはブラックケーキ」という意味を持つようになった。
1885年の書籍『Some noted princes, authors & statesmen of our time』では、プラムケーキは「分厚くて黒いケーキで、大量のプラムとレーズンが入ってネバネバしている」と説明している。

## 人気スイーツとして
哲学者のトーマス・カーライルは時々小さめのプラムケーキを紅茶に浸して食べていたという。彼は「木の実（スグリ属）が散りばめられたパン」と説明している。

## 関連記事
- ケーキ
- フルーツケーキ